# Crocus ligusticus
Crocus ligusticus är en irisväxtart som beskrevs av Mariotti. Crocus ligusticus ingår i släktet krokusar, och familjen irisväxter. Inga underarter finns listade i Catalogue of Life.

## Bildgalleri

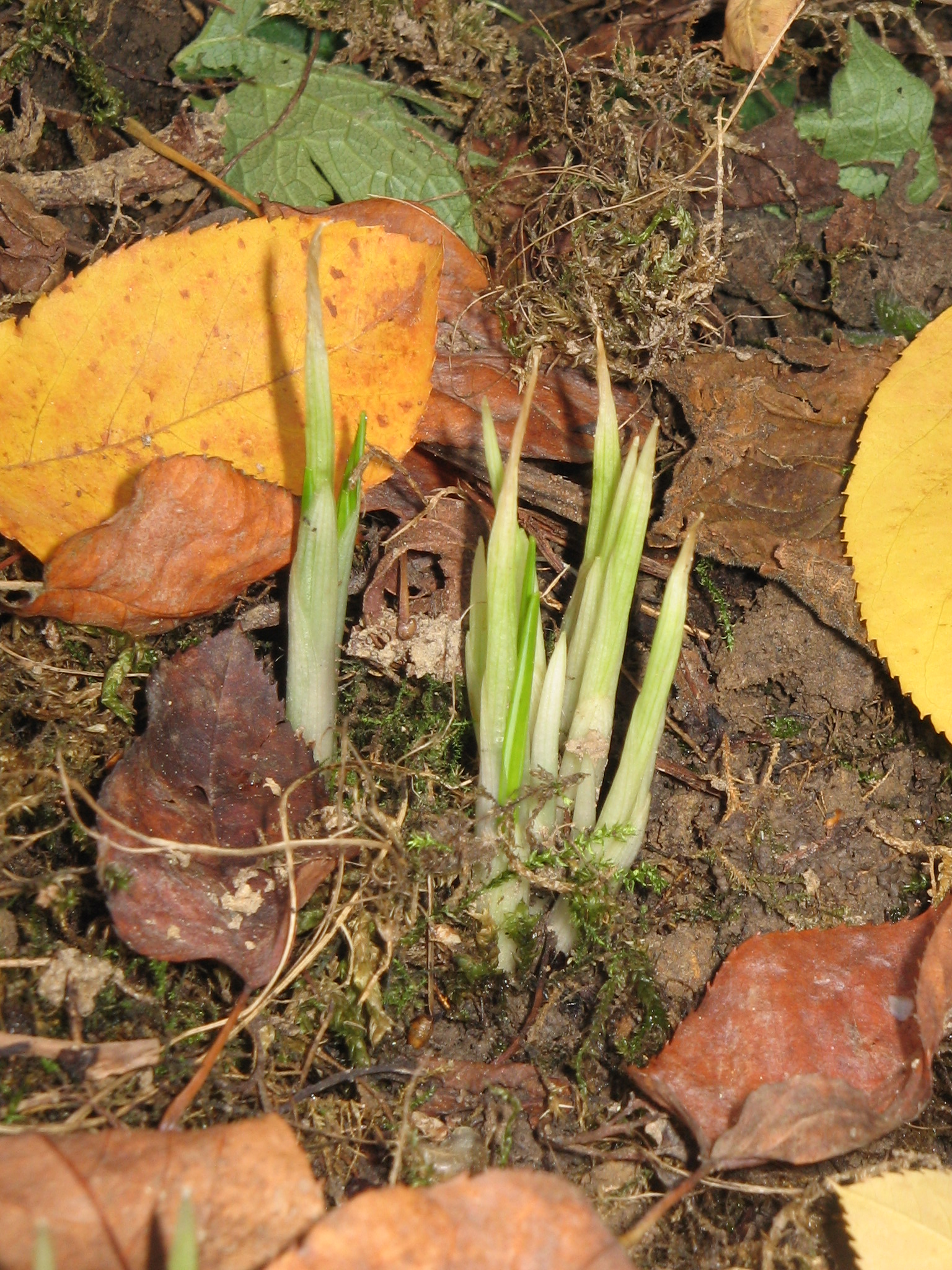
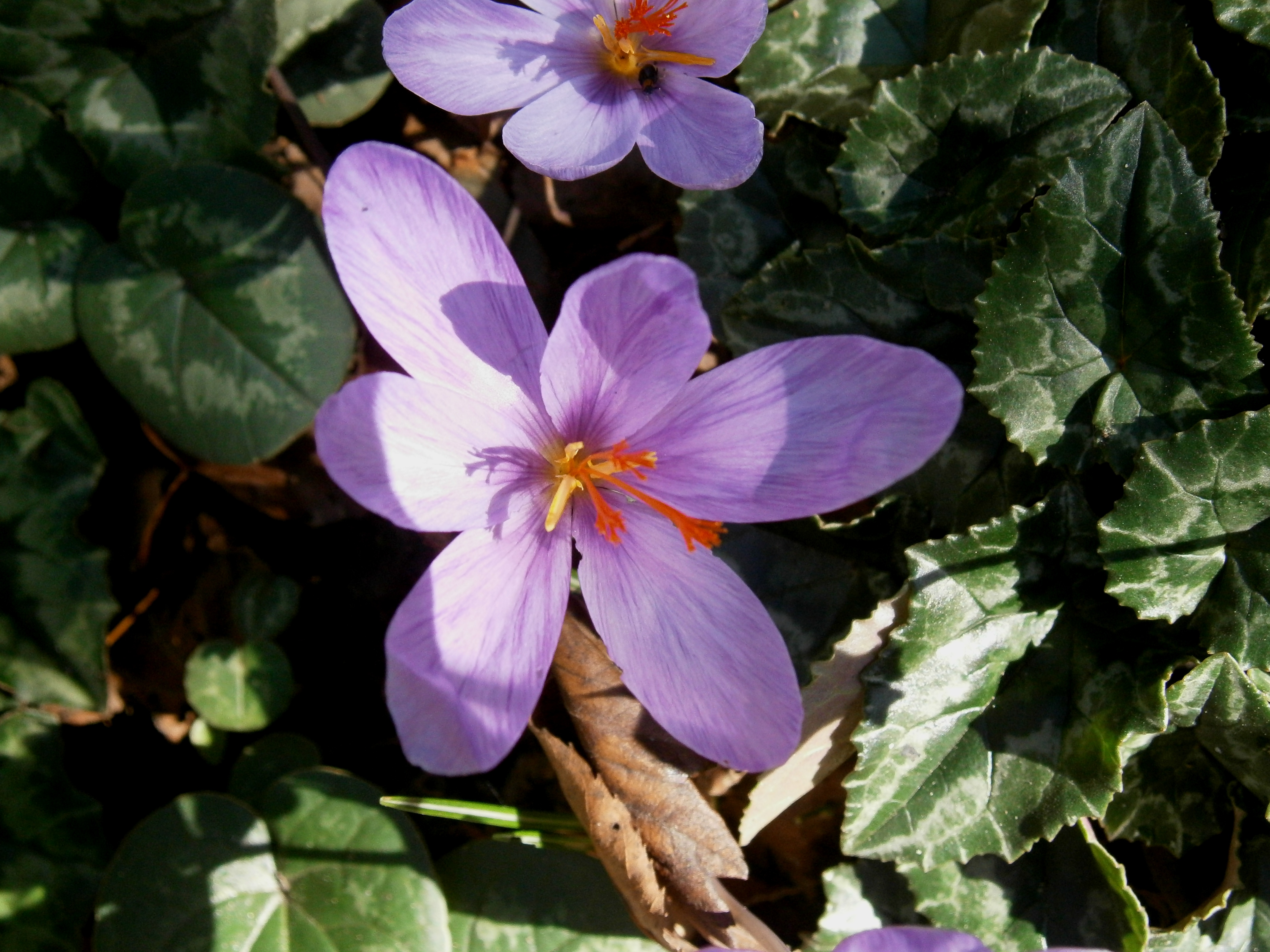
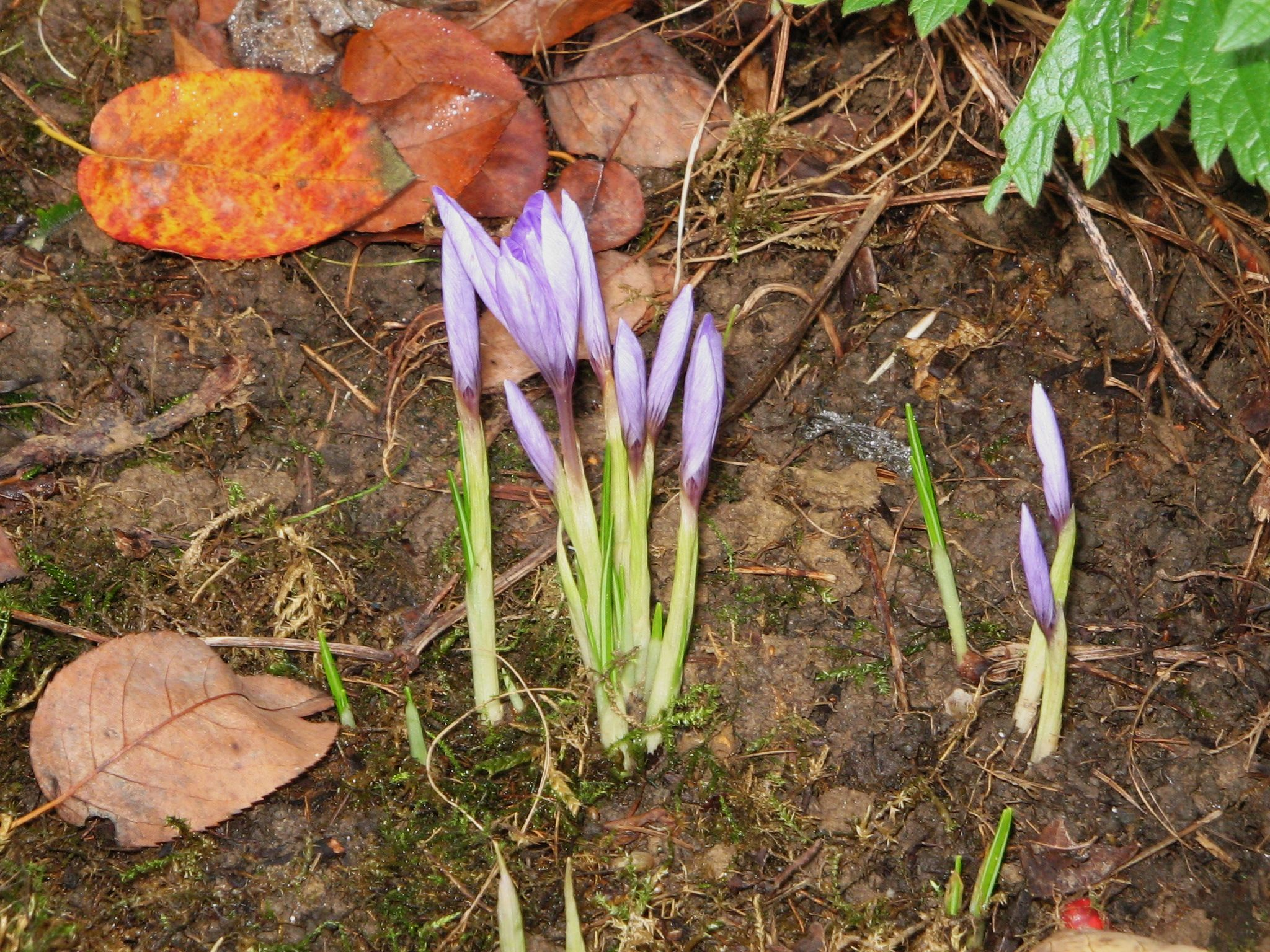
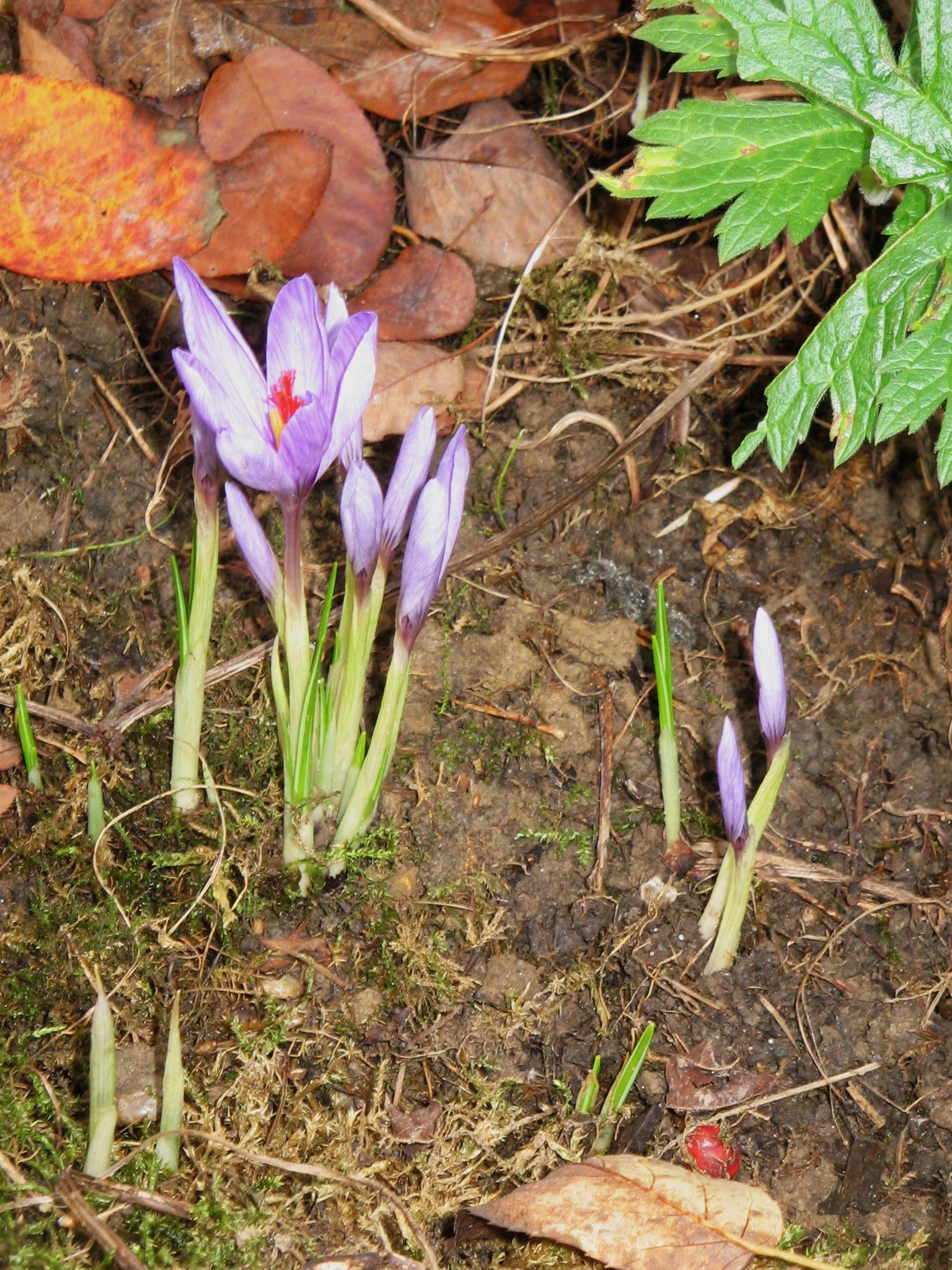
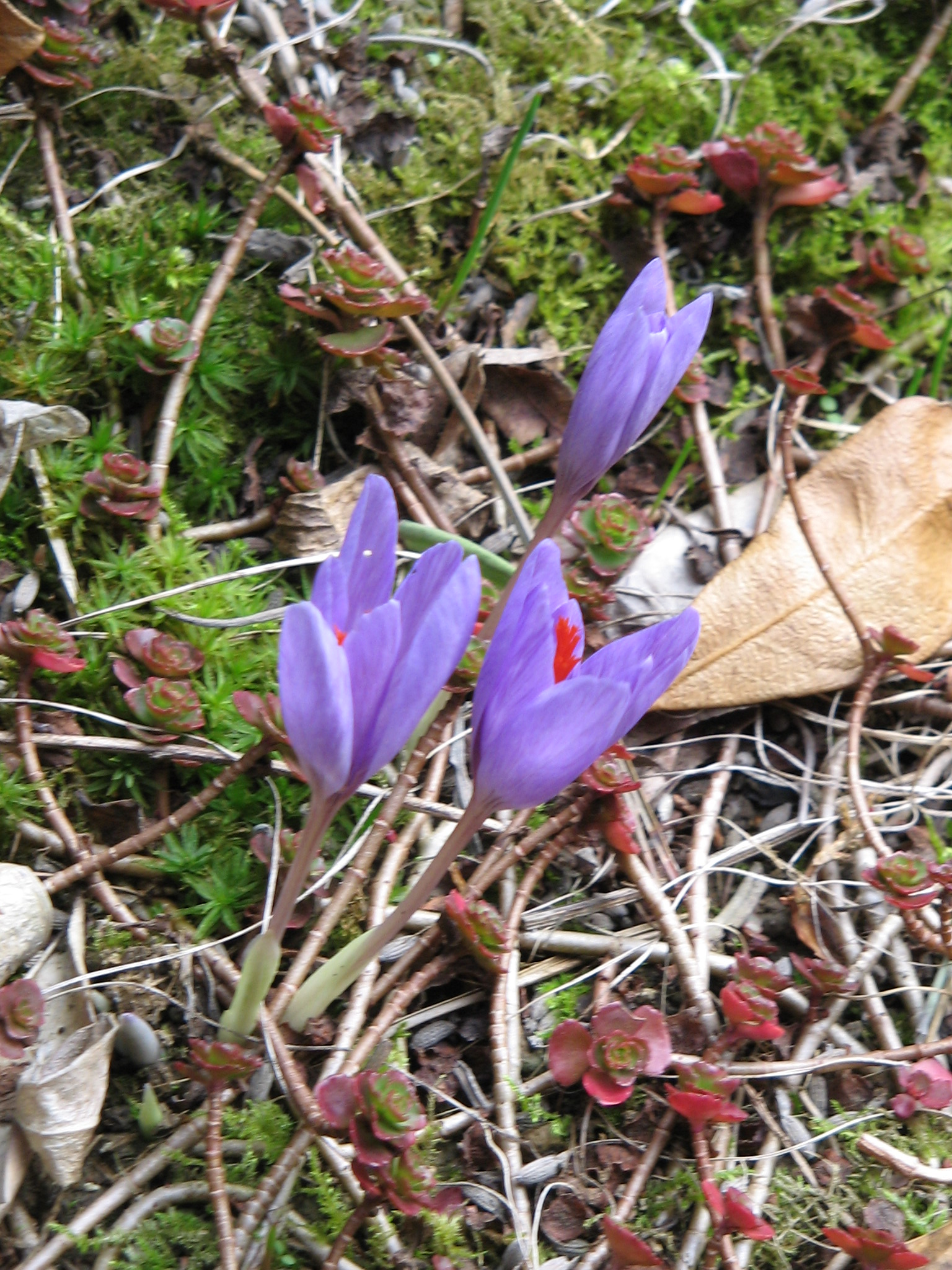
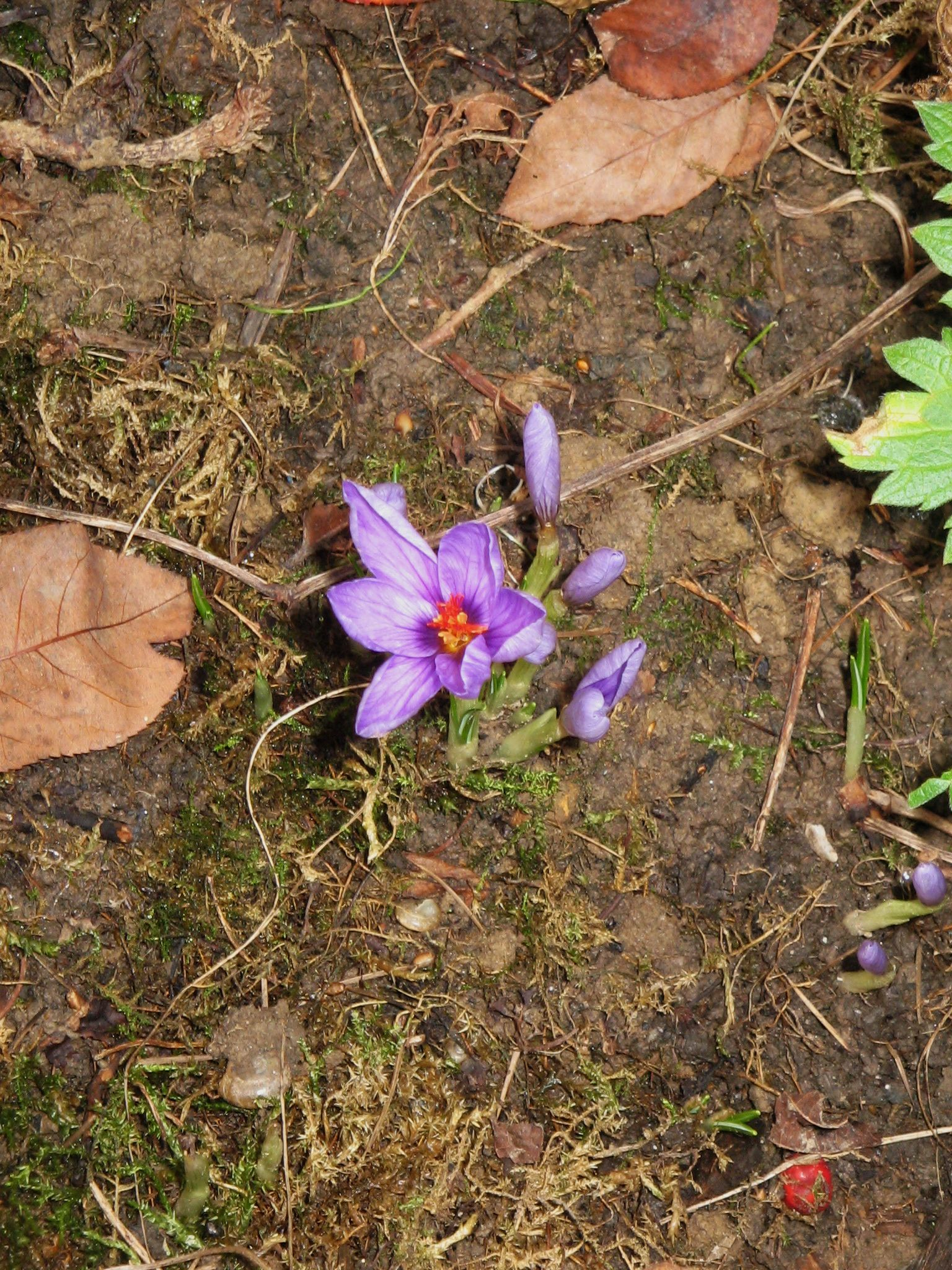